# Horitzó d'esdeveniments
En astrofísica, un horitzó d'esdeveniments és un límit més enllà del qual els esdeveniments no poden afectar un observador. Wolfgang Rindler va encunyar el terme a la dècada del 1950.
L'horitzó d'esdeveniments és una frontera en l'espaitemps per a un observador determinat, més enllà de la qual cap informació, llum inclosa, pot arribar-hi. L'exemple més famós n'és el del forat negre, el qual, per a un observador distant i estacionari (com algú que es troba a la Terra), està envoltat per un horitzó d'esdeveniments. N'és una superfície esfèrica que es troba al radi de Schwarzschild (també anomenat radi gravitacional o radi d'un forat negre).
El 1784, John Michell va proposar que la gravetat pot ser prou forta a les proximitats d'objectes compactes massius que ni tan sols la llum no pot escapar. En aquella època dominaven la teoria newtoniana de la gravitació i l'anomenada teoria corpuscular de la llum. En aquestes teories, si la velocitat d'escapament de la influència gravitatòria d'un objecte massiu supera la velocitat de la llum, aleshores la llum que s'origina dins o des d'aquest pot escapar temporalment, però tornarà. L'any 1958, David Finkelstein va utilitzar la relativitat general per introduir una definició més estricta d'un horitzó d'esdeveniments de forat negre local com un límit més enllà del qual cap tipus d'esdeveniments no poden afectar un observador extern, donant lloc a paradoxes d'informació i tallafocs, fomentant el reexamen del concepte. dels horitzons d'esdeveniments locals i la noció de forats negres. Posteriorment es van desenvolupar diverses teories, algunes amb i altres sense horitzons d'esdeveniments. Un dels principals desenvolupadors de teories per descriure els forats negres, Stephen Hawking, va suggerir que s'hauria d'utilitzar un horitzó aparent en lloc d'un horitzó d'esdeveniments, dient: «El col·lapse gravitacional produeix horitzons aparents però no horitzons d'esdeveniments». Finalment, va concloure que «l'absència d'horitzons d'esdeveniments significa que no hi ha forats negres, en el sentit de règims dels quals la llum no pot escapar a l'infinit». Qualsevol objecte que s'apropi a l'horitzó des del costat de l'observador sembla que s'alentirà, sense creuar mai l'horitzó. A causa del desplaçament cap al vermell gravitacional, la seva imatge s'envermelleix amb el temps a mesura que l'objecte s'allunya de l'observador. La llum emesa des de dintre de l'horitzó d'esdeveniments mai arribarà a l'observador estacionari que està fora de l'horitzó, per això el nom de forat negre.
S'ha d'advertir la dependència de l'observador en el concepte d'horitzó d'esdeveniments. Per exemple, un observador en caiguda lliure cap a un forat negre no experimenta un horitzó d'esdeveniments. L'horitzó d'esdeveniments per a un observador que està a la part de fora realment actua com un horitzó, és a dir, veu com s'aproxima a l'horitzó un objecte que cau, però quan hauria d'arribar-hi, no ho fa. Segons les seues observacions, l'objecte va cada vegada més a poc a poc cap a l'horitzó, al mateix temps que es fa de color roig cada vegada més. A més, la intensitat de l'objecte que cau ràpidament es fa zero. En un temps finit, l'observador extern rebrà l'últim fotó de l'objecte que cau. Mai no tornarà a veure com l'objecte passa a través de l'horitzó d'esdeveniments.
En un Univers en expansió, la velocitat d'expansió arriba (i fins i tot supera) la velocitat de la llum, evitant que els senyals viatgin a algunes regions. Un horitzó d'esdeveniments còsmic és un horitzó d'esdeveniments real perquè afecta tot tipus de senyals, incloses les ones gravitatòries, que viatgen a la velocitat de la llum.
Els tipus d'horitzó més específics inclouen els horitzons absoluts i aparents relacionats però diferents que es troben al voltant d'un forat negre. Altres tipus diferents inclouen:
- Els horitzons de Cauchy i Killing.
- Les esferes de fotons i les ergosferes de la solució de Kerr.
- Horitzons de partícules i cosmològics rellevants per a la cosmologia.
- Horitzons aïllats i dinàmics, que són importants en la investigació actual dels forats negres.

## Horitzó d'esdeveniments còsmic

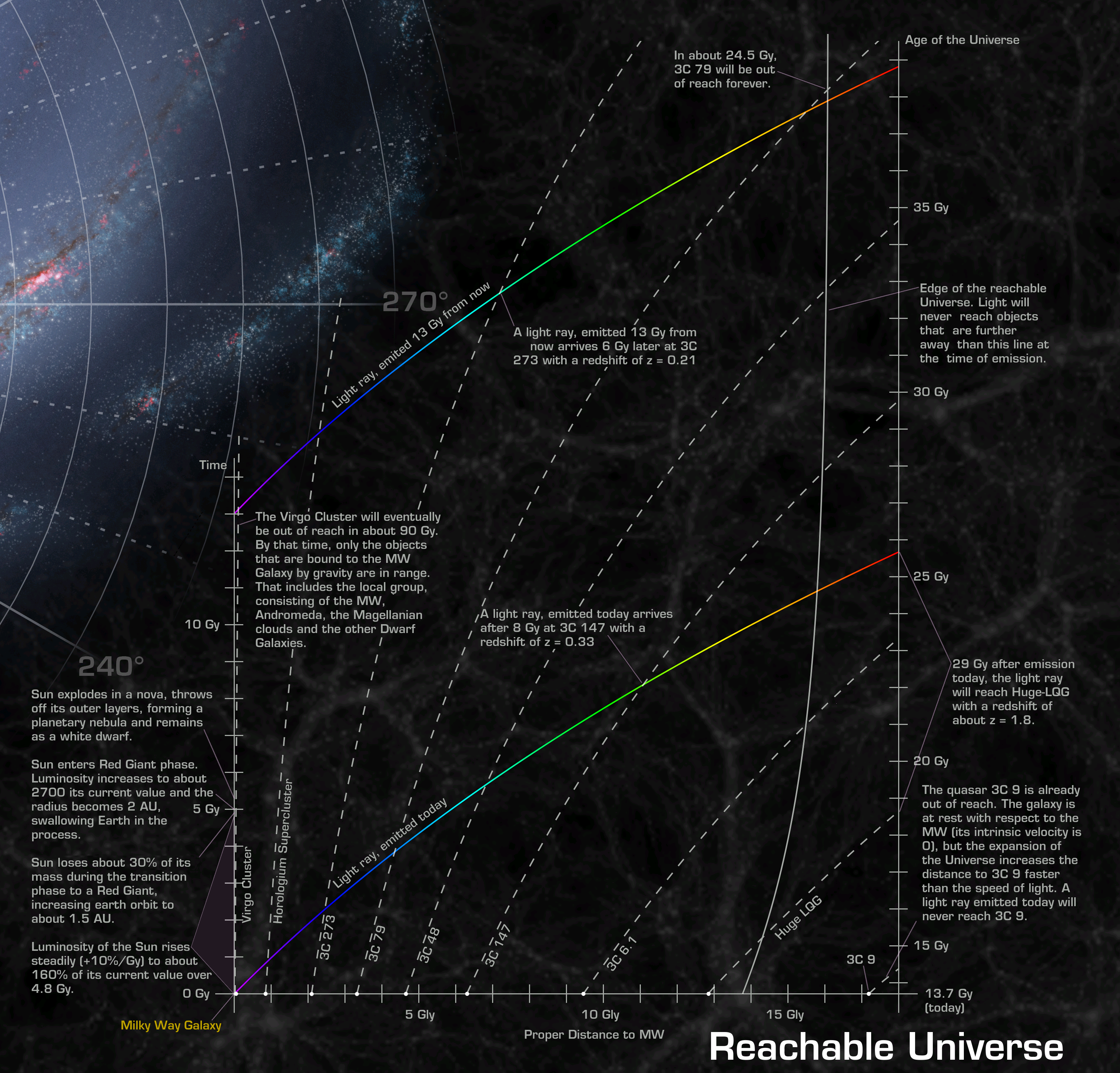
L'Univers observable en funció del temps i la distància, en el context de l'Univers en expansió

En cosmologia, l'horitzó d'esdeveniments de l'Univers observable és la distància comòbil més gran des de la qual la llum emesa ara pot arribar a l'observador en el futur. Això difereix del concepte de l'horitzó de partícules, que representa la distància de moviment més gran des de la qual la llum emesa en el passat podia arribar a l'observador en un moment determinat. Per als esdeveniments que es produeixen més enllà d'aquesta distància, la llum no ha tingut prou temps per arribar a la nostra ubicació, encara que s'emetès en el moment en què va començar l'Univers. L'evolució de l'horitzó de partícules amb el temps depèn de la naturalesa de l'expansió de l'Univers. Si l'expansió té certes característiques, parts de l'Univers mai seran observables, per molt que l'observador esperi que arribi la llum d'aquestes regions. El límit més enllà del qual els esdeveniments no es poden observar mai és un horitzó d'esdeveniments, i representa l'extensió màxima de l'horitzó de partícules.
El criteri per determinar si existeix un horitzó de partícules per a l'Univers és el següent. Definim una distància de moviment dp com
{\displaystyle d_{p}=\int _{0}^{t_{0}}{\frac {c}{a(t)}}\,dt.}
En aquesta equació, a és el factor d'escala, c és la velocitat de la llum, i t0 és l'edat de l'Univers. Si dp → ∞ (és a dir, apunta arbitràriament tan lluny com es pugui observar), aleshores no existeix un horitzó d'esdeveniments. Si dp ≠ ∞, hi ha un horitzó.
Exemples de models cosmològics sense horitzó d'esdeveniments són universos dominats per la matèria o per la radiació. Un exemple de model cosmològic amb un horitzó d'esdeveniments és un univers dominat per la constant cosmològica (un Univers de De Sitter).
Un càlcul de les velocitats de l'esdeveniment cosmològic i dels horitzons de partícules es va donar en un article sobre el model cosmològic FLRW, aproximant l'Univers com a compost de components que no interactuen, cadascun d'ells un fluid perfecte.

### Horitzó aparent d'una partícula accelerada

Diagrama espaitemps que mostra una partícula uniformement accelerada, P, i un esdeveniment E que es troba fora de l'horitzó aparent de la partícula. El con de llum cap endavant de l'esdeveniment mai talla la línia d'Univers de la partícula

Si una partícula es mou a una velocitat constant en un Univers que no s'expandeix i lliure de camps gravitatoris, qualsevol esdeveniment que es produeixi en aquest Univers finalment serà observable per la partícula, perquè els cons de llum cap endavant d'aquests esdeveniments tallen la línia d'Univers de la partícula. D'altra banda, si la partícula s'està accelerant, en algunes situacions els cons de llum d'alguns esdeveniments mai tallen la línia de l'Univers de la partícula. En aquestes condicions, un horitzó aparent està present en el marc de referència (accelerant) de la partícula, que representa un límit més enllà del qual els esdeveniments són inobservables.
Per exemple, això passa amb una partícula uniformement accelerada. A la figura de la dreta es mostra un diagrama espaitemps d'aquesta situació. A mesura que la partícula s'accelera, s'acosta, però mai arriba, a la velocitat de la llum respecte al seu marc de referència original. Al diagrama espaitemps, el seu recorregut és una hipèrbola, que s'aproxima asimptòticament a una línia de 45 graus (la trajectòria d'un raig de llum). Un esdeveniment la vora del con de llum del qual és aquesta asímptota o està més lluny que aquesta asímptota mai pot ser observat per la partícula que s'accelera. En el marc de referència de la partícula, hi ha un límit darrere del qual no poden escapar cap senyal (un horitzó aparent). La distància a aquest límit ve donada per {\displaystyle c^{2}/a}, on a és l'acceleració pròpia constant de la partícula.
Si bé les aproximacions d'aquest tipus de situacions es poden produir en el món real (en els acceleradors de partícules, per exemple), mai no hi ha un horitzó d'esdeveniments real, ja que això requereix que la partícula s'acceleri indefinidament (requereixen quantitats arbitràriament grans d'energia i un aparell arbitràriament gran).

### Interaccionant amb un horitzó còsmic
En el cas d'un horitzó percebut per un observador que s'accelera uniformement a l'espai buit, l'horitzó sembla romandre a una distància fixa de l'observador sense importar com es mogui el seu entorn. Variar l'acceleració de l'observador pot fer que l'horitzó sembli moure's al llarg del temps o pot impedir que existeixi un horitzó d'esdeveniments, depenent de la funció d'acceleració escollida. L'observador no toca mai l'horitzó i mai passa per un lloc on semblava estar.
En el cas d'un horitzó percebut per un ocupant d'un Univers de De Sitter, l'horitzó sempre sembla estar a una distància fixa per a un observador que no s'accelera. Mai és contactat, ni tan sols per un observador que s'accelera.

## Horitzó d'esdeveniments d'un forat negre
| Lluny del forat negre, una partícula es pot moure en qualsevol direcció. Només està restringida per la velocitat de la llum.                                                                                            |
| Més a prop del forat negre, l'espaitemps comença a deformar-se. En alguns sistemes de coordenades convenients, hi ha més camins cap al forat negre que camins que s'allunyen.                                           |
| Dins de l'horitzó d'esdeveniments, tots els camins futurs del temps apropen la partícula al centre del forat negre. Ja no és possible que la partícula escapi, independentment de la direcció en què vagi la partícula. |

Un dels exemples més coneguts d'un horitzó d'esdeveniments deriva de la descripció de la relativitat general d'un forat negre, un objecte celeste tan dens que cap matèria propera o radiació pot escapar del seu camp gravitatori. Sovint, això es descriu com el límit dins del qual la velocitat d'escapament del forat negre és més gran que la velocitat de la llum. Tanmateix, una descripció més detallada és que dins d'aquest horitzó, tots els camins semblants a la llum (camíns que podria prendre la llum i, per tant, tots els camins dels cons de llum avançats de les partícules dins de l'horitzó) es deformen per caure més endins al forat. Un cop una partícula es troba dins de l'horitzó, moure's al forat és tan inevitable com avançar en el temps, independentment de la direcció en què viatgi la partícula, i es pot considerar que és equivalent a fer-ho, depenent del sistema de coordenades espaitemps utilitzat. La superfície del radi de Schwarzschild actua com un horitzó d'esdeveniments en un cos no giratori que s'adapta dins d'aquest radi (tot i que un forat negre en rotació funciona de manera lleugerament diferent). El radi de Schwarzschild d'un objecte és proporcional a la seva massa. Teòricament, qualsevol quantitat de matèria es convertirà en un forat negre si es comprimeix en un espai que encaixi dins del seu radi de Schwarzschild corresponent. Per a la massa del Sol, aquest radi és d'aproximadament 3 km; per a la Terra, és d'uns 9 mm. Però a la pràctica, ni la Terra ni el Sol tenen la massa necessària (i, per tant, la força gravitatòria necessària) per superar la pressió de degeneració d'electrons i neutrons. La massa mínima necessària perquè una estrella col·lapsi més enllà d'aquestes pressions és el límit de Tolman-Oppenheimer-Volkoff, que és d'aproximadament tres masses solars.
Segons els models fonamentals de col·lapse gravitatori, es forma un horitzó d'esdeveniments abans de la singularitat d'un forat negre. Si totes les estrelles de la Via Làctia s'agregessin gradualment cap al centre galàctic mantenint les seves distàncies proporcionals entre si, totes cauran dins del seu radi conjunt de Schwarzschild molt abans que es vegin obligades a xocar. Fins al col·lapse en un futur llunyà, els observadors d'una galàxia envoltada per un horitzó d'esdeveniments continuarien amb les seves vides amb normalitat.

Subdivisió de l'espaitemps de Minkowski respecte a un punt en quatre conjunts disjunts: el con de llum, el futur causal, el passat causal i en altres llocs

Els horitzons dels esdeveniments dels forats negres són àmpliament mal entès. Comuna, encara que errònia, és la noció que els forats negres «aspiren» material al seu veïnat, on de fet no són més capaços de buscar material per consumir que qualsevol altre atractor gravitatori. Com passa amb qualsevol massa de l'Univers, la matèria ha d'entrar dins del seu àmbit gravitatori perquè hagi la possibilitat d'existir una captura o consolidació amb qualsevol altra massa. Igualment comuna és la idea que es pot observar la matèria cau en un forat negre. Això no és possible. Els astrònoms només poden detectar discos d'acreció al voltant dels forats negres, on el material es mou amb una velocitat tal que la fricció crea radiació d'alta energia que es pot detectar (de la mateixa manera, part de la matèria d'aquests discos d'acreció es veu forçada a sortir al llarg de l'eix de gir del forat negre, creant raigs visibles quan aquests corrents interaccionen amb matèria com el gas interestel·lar o quan van dirigits directament a la Terra). A més, un observador llunyà mai veurà alguna cosa arribar a l'horitzó. En canvi, mentre s'acosta al forat, l'objecte sembla que va cada vegada més lentament, mentre que qualsevol llum que emeti es veurà cada cop més desplaçada cap al vermell.
Topològicament, l'horitzó d'esdeveniments es defineix a partir de l'estructura causal com el con nul passat de l'infinit temporal conforme futur. Un horitzó d'esdeveniments de forat negre és de naturalesa teleològica, és a dir, està determinat per causes futures. Més precisament, caldria conèixer tota la història de l'Univers i fins al futur infinit per determinar la presència d'un horitzó d'esdeveniments, cosa que no és possible per als observadors quasilocals (ni tan sols en principi). En altres paraules, no hi ha cap experiment i/o mesura que es pugui realitzar dins d'una regió de mida finita de l'espaitemps i dins d'un interval de temps finit que respongui a la pregunta de si existeix o no un horitzó d'esdeveniments. A causa de la naturalesa purament teòrica de l'horitzó d'esdeveniments, l'objecte que viatja no necessàriament experimenta efectes estranys i, de fet, travessa el límit calculat en una quantitat finita del seu temps propi.

### Interacció amb horitzons de forats negres
Una idea errònia sobre els horitzons d'esdeveniments, especialment els horitzons d'esdeveniments dels forats negres, és que representen una superfície immutable que destrueix els objectes que s'hi acosten. A la pràctica, tots els horitzons d'esdeveniments semblen estar a una certa distància de qualsevol observador, i els objectes enviats cap a un horitzó d'esdeveniments mai semblen creuar-lo des del punt de vista de l'observador que l'envia (ja que el con de llum de l'esdeveniment que creua l'horitzó mai no talla la línia d'Univers de l'observador). Intentar fer que un objecte proper a l'horitzó es mantingui estacionari respecte a un observador requereix aplicar una força la magnitud de la qual augmenta sense límits (esdevenint infinita) com més s'acosta.
En el cas de l'horitzó al voltant d'un forat negre, els observadors estacionaris respecte a un objecte llunyà estaran tots d'acord sobre on es troba l'horitzó. Tot i que això sembla permetre que un observador pugui baixar cap al forat amb corda (o barra) per contactar amb l'horitzó, a la pràctica això no es pot fer. La distància adequada a l'horitzó és finita, de manera que la longitud de la corda necessària també seria finita, però si la corda es baixés lentament (de manera que cada punt de la corda estigués aproximadament en repòs en coordenades de Schwarzschild), l'acceleració pròpia (força g) experimentada pels punts de la corda cada cop més a prop de l'horitzó s'acostaria a l'infinit, de manera que la corda es trencaria. Si la corda es baixa ràpidament (potser fins i tot en caiguda lliure), de fet, l'observador a la part inferior de la corda podria tocar i fins i tot creuar l'horitzó d'esdeveniments. Però un cop això succeeix, és impossible treure la part inferior de la corda fora de l'horitzó d'esdeveniments, ja que si la corda s'estira, les forces al llarg de la corda augmenten sense limitar-se a mesura que s'acosten a l'horitzó d'esdeveniments i en algun moment la corda s'ha de trencar. A més, la ruptura s'ha de produir no a l'horitzó d'esdeveniments, sinó en un punt on el segon observador la pugui observar.
Suposant que el possible horitzó aparent està molt dins de l'horitzó d'esdeveniments, o no n'hi ha cap, els observadors que travessen un horitzó d'esdeveniments d'un forat negre no veurien ni sentirien que passa res especial en aquell moment. Pel que fa a l'aparença visual, els observadors que cauen al forat perceben l'eventual horitzó aparent com una zona negra impermeable que tanca la singularitat. Altres objectes que havien entrat a l'àrea de l'horitzó pel mateix camí radial però en un moment anterior apareixerien sota l'observador sempre que no s'introduïssin dins de l'horitzó aparent i poguessin intercanviar missatges. L'augment de les forces de marea també són efectes localment notables, en funció de la massa del forat negre. En els forats negres estel·lars reals, l'espaguetització es produeix aviat; les forces de les marees trenquen els materials molt abans de l'horitzó d'esdeveniments. No obstant això, en els forats negres supermassius, que es troben als centres de les galàxies, l'espaguetització es produeix dins de l'horitzó d'esdeveniments. Un astronauta humà sobreviuria a la caiguda a través d'un horitzó d'esdeveniments només en un forat negre amb una massa d'aproximadament 10.000 masses solars o més.

### Més enllà de la relativitat general
Un horitzó d'esdeveniments còsmic s'accepta comunament com un horitzó d'esdeveniments real, mentre que la descripció d'un horitzó d'esdeveniments de forat negre local donada per la relativitat general es troba incompleta i controvertida. Quan les condicions en què es produeixen els horitzons d'esdeveniments locals es modelen utilitzant una imatge més completa de la manera com funciona l'Univers, que inclou tant la relativitat com la mecànica quàntica, s'espera que els horitzons d'esdeveniments locals tinguin propietats diferents de les previstes només amb la relativitat general.
Actualment, el mecanisme de la radiació de Hawking s'espera que l'impacte principal dels efectes quàntics és que els horitzons d'esdeveniments posseeixin una temperatura i, per tant, emetin radiació. Per als forats negres, això es manifesta com a radiació de Hawking, i la pregunta més gran de com el forat negre posseeix una temperatura és part del tema de la termodinàmica dels forats negres. Per a les partícules accelerades, això es manifesta com l'efecte Unruh, que fa que l'espai al voltant de la partícula sembli ple de matèria i radiació.
D'acord amb la controvertida hipòtesi del tallafoc del forat negre, la matèria que cau en un forat negre es cremaria fins al punt cruixent per un «tallafoc» d'alta energia a l'horitzó d'esdeveniments.
Una alternativa la proporciona el principi de complementarietat, segons el qual, a la gràfica de l'observador llunyà, la matèria que cau a l'horitzó es termalitza a l'horitzó i es reemet com a radiació de Hawking, mentre que a la gràfica d'un observador que cau la matèria continua sense pertorbar-se per la regió interior i es destrueix a la singularitat. Aquesta hipòtesi no viola el teorema de no clonació ja que hi ha una única còpia de la informació segons qualsevol observador. En realitat, la complementarietat dels forats negres es suggereix per les lleis d'escala de les cordes que s'acosten a l'horitzó d'esdeveniments, cosa que suggereix que a la gràfica de Schwarzschild s'estiren per cobrir l'horitzó i termalitzar-se en una membrana gruixuda de Planck.
S'espera que una descripció completa dels horitzons d'esdeveniments locals generats per la gravetat requereixi, com a mínim, una teoria de la gravetat quàntica. Una d'aquestes teories candidates és la teoria M. Una altra teoria candidata d'aquest tipus és la gravetat quàntica de bucle.